# フルール・ペルラン
フルール・ペルラン（Fleur Pellerin、1973年8月29日 - ）は、フランスの政治家。韓国系フランス人で、誕生名はキム・ジョンスク（金鍾淑,김종숙）。

## 来歴
ソウル出身。生後3〜4日後に道端に捨てられ、孤児院に預けられたのち、生後6か月でフランス人家族と養子縁組をする。養父は核物理学者。パリ近郊のモントルイユ、ヴェルサイユで育った。ヴェルサイユ近郊ビュクにあるリセ・フランコ＝アルマン・ド・ビュク（Lycée franco-allemand de Buc (Académie de Versailles)）に通い、アビトゥアと、飛び級で16歳で科学分野の大学入学資格試験（バカロレア）に合格。 
グランゼコール準備級を経て、グランゼコールであるエセック経済商科大学院大学修士課程を21歳で修了。パリ政治学院を経て国立行政学院を修了後、会計検査院に入った。フランス監査院の経済・デジタル担当監査官、イラク・ニューヨーク・ジュネーブ駐在国連組織監査委員会外部監査官、フランス21世紀クラブ会長など歴任。
社会党に属し、2002年大統領選挙戦および2007年大統領選挙戦では同党の候補者のために活動した。2012年フランス大統領選挙において、第1次ジャン＝マルク・エロー内閣で初入閣、中小企業・イノベーション・デジタル経済担当大臣となった。2012年6月から第2次ジャン＝マルク・エロー内閣でも引き続き中小企業・イノベーション・デジタル経済担当大臣を担当。
2014年4月より第1次マニュエル・ヴァルス内閣の対外交易・観光開発・在外同胞担当長官、同年8月26日より第2次マニュエル・ヴァルス内閣の文化・通信大臣。2016年2月11日付けで辞職。
退任後は、投資会社「Korelya Consulting」を設立し、経営を行っている。
- オレリー・フィリペティと（2014年8月26日）
- スペインのマリアーノ・ラホイ・ブレイ首相らと（2015年3月19日）
- ナジャット・ヴァロー＝ベルカセム国民教育・高等教育・研究大臣らと（2015年6月5日）

## 特徴
ヨーロッパ・エコロジー＝緑の党所属のジャン＝ヴァンサン・プラセとともに、血統的には韓国にルーツを持つもののフランス人家庭で育った政治家の一人である。実の両親を探すつもりはないが、出自について自分の娘には伝えてある。